# تیغچه‌دم پونا
تیغچه‌دم پونا (نام علمی: Asthenes helleri) گونه‌ای از پرندگان خانواده مرغان تنورساز است که در پرو و بولیوی یافت می‌شود.
زیستگاه‌های طبیعی آن جنگل‌های کوهستانی نمناک نیمه‌گرمسیری یا گرمسیری و مراتع مرتفع نیمه‌گرمسیری یا گرمسیری است.